# Kenza Dali
Kenza Dali (Sainte-Colombe, 31 de julio de 1991) es una futbolista francesa. Juega como mediocampista en el Aston Villa de la FA Women's Super League de Inglaterra. Es internacional con la selección de Francia.

## Trayectoria
Dali comenzó a jugar al fútbol a los seis años en Chasse-sur-Rhône en los suburbios de Lyon antes de ser descubierta por el Olympique Lyon Femenino a los 11 años, donde se entrenó. Sin embargo, solo disputó un partido con el primer equipo en la temporada 2009-10.
Con el fin de obtener tiempo de juego, se une al Rodez AF donde realiza una temporada antes de fichar en el Paris Saint-Germain el 1 de julio de 2011. Con este club debuta en la Liga de Campeones 2011-12 el 28 de septiembre de 2011 en la victoria 2-0 frente a Peamount. Marca su primer gol europeo en el partido de vuelta, resultando en victoria 3-0 para su equipo.
Tras una truncada temporada debido a una lesión, vuelve al fútbol el 1 de julio de 2016, fichando con Olympique de Lyon.
En julio de 2019, firmó con el West Ham, club de la FA Women's Super League.

## Selección nacional
El 18 de noviembre de 2013, tras la retirada deportiva de Marina Makanza, Philippe Bergeroo la convoca por primera vez a la selección femenina de fútbol de Francia para disputar los dos partidos de clasificación al Mundial de 2015 contra Bulgaria.
El 6 de marzo de 2015, marcó su primer gol internacional cuando su selección se enfrentó a Dinamarca en la Copa de Algarve 2015.
El 23 de abril de 2015, Dali integra la lista de 23 jugadoras para competir en la Copa del Mundo en Canadá. Juega dos partidos en el mundial: contra Inglaterra y contra Colombia. El equipo francés llegó a los cuartos de final de la Copa, donde Alemania lo derrotó por penales.

## Estadísticas

### Clubes
| Club                   | País       | Año           |
| ---------------------- | ---------- | ------------- |
| Olympique de Lyon      | Francia    | 2007-2010     |
| Rodez AF               | Francia    | 2010-2011     |
| Paris Saint-Germain FC | Francia    | 2011-2016     |
| Olympique de Lyon      | Francia    | 2016-2018     |
| LOSC Lille (préstamo)  | Francia    | 2018          |
| Dijon FCO              | Francia    | 2018-2019     |
| West Ham United        | Inglaterra | 2019-2021     |
| Everton                | Inglaterra | 2021-2022     |
| Aston Villa            | Inglaterra | 2022-presente |

## Palmarés

### Títulos nacionales
| Título                   | Club              | País    | Año     |
| ------------------------ | ----------------- | ------- | ------- |
| Division 1 Féminine      | Olympique de Lyon | Francia | 2009-10 |
| Division 1 Féminine      | Olympique de Lyon | Francia | 2016-17 |
| Copa Femenina de Francia | Olympique de Lyon | Francia | 2017    |

### Títulos internacionales
| Título            | Club              | País    | Año     |
| ----------------- | ----------------- | ------- | ------- |
| Liga de Campeones | Olympique de Lyon | Gales   | 2016-17 |
| Torneo de Francia | Francia           | Francia | 2020    |

(*) Incluyendo la Selección